# NHK出版
株式会社NHK出版（日语：株式会社NHK出版）是日本的一家成立於1931年的出版社，也是日本放送協會（NHK）的相關公司。2011年，該出版社的名稱改為現名。2010年之前，該公司名為株式會社日本放送出版協會。

## 沿革
1931年4月，该公司为出版NHK第二套广播教育节目的专用教科书而成立，该电台在同年开播。随着NHK演播厅的搬迁，该公司的地址一度位于东京都的爱宕町、内幸町，现时位于涉谷区宇田川町。目前，该公司除了出版数目庞大的补充NHK节目内容的教科书，还大量出版了原创的一般书、教养书、实用书，包括《NHK丛书（NHKブックス）》系列，《NHK出版新书（NHK出版新書）》系列、《NHK出版 学问基础（NHK出版 学びのきほん》等。
除了纸质发行物以外，该公司亦开发电子书、电子词典配套内容、语言学习手机应用等数字化出版物，同时销售NHK节目的相关周边、美术商品。此外，还负责NHK节目的音乐版权管理及音乐出版。
2011年1月1日，以创业80周年为契机，正式公司名称改为一直以来的习称兼略称“NHK出版”。该公司发表公告表示，更名是因为全体上下员工反省了自身的社会作用与“生活文化提案企业”的企业理念，将在“乐于学识（知るって楽しい）”的口号下建设一个富足的社会。

## 外部連結
- NHK出版 （页面存档备份，存于）
- 本がひらく（NHK出版書籍編集部ウェブマガジン） （页面存档备份，存于）
- NHK出版デジタルマガジン （页面存档备份，存于）
- YouTube上的NHKBOOKMOVIE
- NHK出版マーケティング局的X（前Twitter）
- NHK出版　趣味の園芸的X（前Twitter）
- NHK出版「100分de名著」テキスト・ブックス編集部的X（前Twitter）
- NHK出版 語学テキスト「ラジオ英会話」的X（前Twitter）
- NHK出版の書店様営業担当的X（前Twitter）